# Karsko (powiat pyrzycki)
Karsko (niem. Gut Schöningsburg) – osada w Polsce położona w województwie zachodniopomorskim, w powiecie pyrzyckim, w gminie Przelewice.
W latach 1975–1998 miejscowość należała administracyjnie do województwa szczecińskiego.

## Zabytki
- założenie rezydencjonalne z dwuskrzydłowym, piętrowym pałacem, starsze skrzydło późnobarokowe z XVIII w., młodsze, neogotyckie z XIX w. z ośmioboczną wieżą z hełmem ostrosłupowym[3].
- park pałacowy położony na wysokim brzegu jeziora Płoń[4].
- przy wschodniej granicy parku groby megalityczne z III p.n.e. w formie ziemnych kopców otoczonych rzędami głazów[3].